# Jade Lindgaard
Jade Lindgaard, née en 1973, est une journaliste française. Elle travaille à Mediapart, où elle traite notamment les sujets liés à l'environnement et l'écologie.

## Biographie
Entrée dans le journalisme en 1997 avec Aden, Jade Lindgaard devient ensuite reporter aux Inrockuptibles avant de rejoindre la rédaction de Mediapart (service société) dès sa création en 2008, puis de devenir responsable de son pôle Écologie et de coprésider la Société des journalistes (SDJ) du média.
Elle est condamnée par la justice en juillet 2025 à la suite d'un article sur Christian Estrosi publié en 2020[réf. nécessaire].

## Prise de position et engagements
Invitée dans l'émission C l'hebdo sur France 5, le 12 novembre 2017, elle réagit à une intervention de Natacha Polony en déclarant que « l'islamisme, en tant que tel, n'est pas en soi une chose grave, c'est un phénomène qu'il faut comprendre et expliquer ». Cette prise de position suscite des polémiques,, bien qu'elle ait reconnu « une erreur » en voulant expliquer la neutralité nécessaire des journalistes et en ne précisant pas que « néanmoins la vision politique des fondamentalistes est bien évidement hyper problématique car elle va à l'encontre des droits humains […] ».
Jade Lindgaard s'est engagée contre le projet de la piscine olympique d’entraînement du fort d'Aubervilliers, afin de sauver les jardins ouvriers des Vertus, supprimés pour laisser place au futur équipement. Elle est placée en garde à vue avec d'autres personnes pour avoir bloqué le chantier – toutes ont été relaxés depuis. Cet engagement l'a amenée à écrire l'essai Paris 2024, Une ville face à la violence Olympique. Elle y pointe les abus démocratiques et financiers de ces jeux, et dénonce les faibles retombées pour les habitants.

## Publications
- Je crise climatique : la planète, ma chaudière et moi, Paris, La Découverte, coll. « Cahiers libres », 2014, 248 p. (ISBN 978-2-7071-8268-5)[9],[10]
- Paris 2024. Une ville face à la violence olympique, Éditions Divergences, 2024 (ISBN 979-1097088668)

### En collaboration
- Avec Xavier de La Porte, Le BA-ba du BHL : enquête sur le plus grand intellectuel français, La Découverte, 2004[11],[12]
- Avec Stéphane Beaud et Joseph Confavreux, La France invisible, La Découverte, 2006[13],[14],[15]
- Avec Dave Anctil, Sophie Audidière et Alice Le Goff (préf. Philip Pettit), La République et ses Démons : essais de républicanisme appliqué, Ère, 2007, 160 p. (ISBN 978-2915453355)
- Avec Xavier de La Porte, Le nouveau BA-BA du BHL : enquête sur le plus grand intellectuel français, La Découverte, 2011, 276 p. (ISBN 978-2-707-16953-2)
- Collectif[16] (préf. David Graeber), Éloge des mauvaises herbes : Ce que nous devons à la ZAD, Paris, Les Liens qui libèrent, 2018, 205 p. (ISBN 979-10-209-0642-7)[17]
- Christophe Laurens, Patrick Bouchain, Jade Lindgaard et Cyrille Weiner (photographies), Notre-Dame-des-Landes ou le métier de vivre, Loco Éditions, 2018, 224 p. (ISBN 978-2919507986)
- Avec Sylvain Bourmeau et Jean-max Colard, Si je peux faire plus qu'une phrase… entretien avec Jacques Derrida, Aoc, 2022, 40 p. (ISBN 978-2492542114)

### Introduction, préface
- Occupy Wall Street - le livre du mouvement des indignés, sous la direction de Keith Gessen et Astra Taylor, introduction de Jade Lindgaard ; traduit de l’anglais par Laure Motet et Judith Strauser, Les Arènes, 2012  (ISBN 978-2-3520-4202-0)
- Starhawk (trad. de l'anglais par Isabelle Stengers, Édith Rubinstein et Alix Grzybowski, préf. Jade Lindgaard), Chroniques altermondialistes : Tisser la toile du soulèvement global, Paris, Cambourakis, coll. « Sorcières », 2016, 240 p. (ISBN 978-2-36624-207-2)